# 여고괴담
《여고괴담》은 1998년에 개봉한 대한민국의 공포 영화이다. 《여고괴담 시리즈》의 시작을 알리는 첫 번째 작품이다.

## 줄거리
여고를 배경으로 한 이 영화는 '여우'라는 별명을 가진 박 선생이 학생들의 졸업앨범에서 특정 부분을 표시하며, 새로 온 교사이자 자신의 옛 제자인 허은영에게 "진주가 분명히 죽었지만 학교에 다니고 있다"는 이상한 말을 전하는 것으로 시작된다. 얼마 후 박 선생은 누군가에게 목이 졸려 살해당하고, 이 사건은 림지오, 윤재이, 김정숙 세 명의 고3 학생들에게 큰 충격을 준다. 학생들은 새로 부임한 '미친개' 오 선생의 가혹한 체벌과 괴롭힘에 시달리고, 지오는 박 선생의 시신을 그림으로 그리다 오 선생에게 심한 벌을 받는다. 과거 미술을 했던 재이는 지오에게 그림을 가르쳐주기로 하고, 둘은 학교 창고에서 그림 연습을 한다. 창고는 귀신이 출몰한다는 소문이 있는 곳이고, 그곳에서 지오는 박소영이 흡연을 숨기는 장소임을 알게 된다.
은영은 지오가 고등학교 시절 절친이었던 진주가 준 방울을 가지고 있는 것을 보고 지오가 귀신일지도 모른다고 의심한다. 하지만 지오는 방울을 재이에게 받았다고 말한다. 어느 날 밤, 오 선생은 진주의 공격을 받고 살해당하고, 다음 날 밤에는 정숙이 박 선생과 같은 방식으로 자살한다. 소영은 은영에게 예전에는 정숙과 친했지만 교사들의 비교로 인해 멀어졌고, 정숙이 점점 비뚤어졌다고 털어놓는다. 지오는 그림을 그리던 중 은영이 진주를 위해 만든 흉상과 오 선생의 시체를 발견하고, 진주가 흉상을 구하려다 창고에서 칼에 찔려 죽었다는 사실을 알게 된다.
은영은 졸업앨범에서 진주가 3년마다 다른 학생으로 변장하여 학교에 나타났다는 것을 깨닫고, 현재의 재이가 진주라는 것을 알게 된다. 분노한 재이/진주는 은영을 공격하려 하지만, 지오가 나타나 진주에게 더 이상의 살인을 멈추고 편히 쉬라고 설득한다. 진주는 평범한 학교 생활을 하고 싶었고, 은영처럼 두려움 없이 자신을 사랑해주는 사람이 필요했다고 말한다. 지오와 은영이 과거의 잘못을 바로잡고 진주를 잊지 않겠다고 약속하자 진주는 사라진다. 은영과 지오는 지쳐서 교실에 앉아있고, 그들의 곁으로 정숙의 귀신이 나타난다.

## 출연진

### 주요 인물
- 이미연 - 허은영 역
- 박용수 - 오광구 역
- 김규리 - 임지오 역
- 최세연(최강희) - 윤재이/장진주 역
- 윤지혜 - 김정숙 역
- 박진희 - 박소영 역
- 이용녀 - 박기숙 역
- 김유석 - 미술 교사 역

### 그밖의 인물
- 유연수 - 체육 교사 역
- 김뢰하 - 수학 교사 역
- 원창연 - 화학 교사 역
- 손영호 - 영어 교사 역
- 서동선 - 교감 역
- 김세진 - 주임 역
- 박윤희 - 어린 은영 역

### 단역
| - 김민정 - 수다 - 박소정 - 수다 - 한소현 - 수다 - 이은영 - 날라리 - 신이 - 날라리 - 임영란 - 날라리 - 윤희정 - 반장 - 류혜란 - 농담 - 김진영 - 과거 학생 - 이승주 - 과거 학생 - 임정화 - 과거 학생 - 장주연 - 과거 학생 - 이윤미 - 앳띤 소녀 - 김윤정 - 우는 소녀 - 곽정희 - 주번 - 최선미 - 주번 | - 김남주 - 반학생들 - 김누리 - 반학생들 - 김성수 - 반학생들 - 김장미 - 반학생들 - 류민아 - 반학생들 - 맹수현 - 반학생들 - 맹정유 - 반학생들 - 민혜영 - 반학생들 - 박소영 - 반학생들 - 박애니 - 반학생들 - 염미미 - 반학생들 - 유소영 - 반학생들 - 유혜연 - 반학생들 - 이선우 - 반학생들 | - 이성희 - 반학생들 - 이수미 - 반학생들 - 이여울 - 반학생들 - 이은희 - 반학생들 - 이주현 - 반학생들 - 이한나 - 반학생들 - 이현희 - 반학생들 - 임혜진 - 반학생들 - 전익령 - 반학생들 - 정은정 - 반학생들 - 최한나 - 반학생들 - 한아영 - 반학생들 - 허윤경 - 반학생들 - 황윤령 - 반학생들 |

## 수상
- 1999년 제7회 춘사영화상 신인여우상 - 김규리
- 1999년 제22회 황금촬영상 시상식 신인여우상 - 김규리
- 1999년 제36회 대종상 영화제 여우조연상 - 이미연

## 뒷 이야기
- 상영 당시, 영화에서 학생을 구타하거나 성추행하는 교사의 모습 등을 묘사하여 교사들의 인격권을 침해한다며 교총이 영화 제작사 등을 상대로 '상영금지 가처분' 신청을 검토했었다.[1]